# Blesme

Blesme este o comună în departamentul Marne, Franța. În 2009 avea o populație de 202 de locuitori.